# 福安市 (越南)
福安市（越南语：／）是越南永福省下辖的一个省辖市。面积120.13平方千米，2019年总人口155575人。

## 地理
福安市东接河内市朔山县，西接平川县，南接河内市麊泠县，北接太原省普安市。

## 历史
阮朝时，福安市地区属于山西省永祥府安朗县白苧总管辖。1901年，殖民政府析设扶鲁省，福安市地区随安朗县划归新省管辖。1903年12月10日，扶鲁省莅迁至白苧总塔庙村，改名福安省。1905年10月31日，福安省莅正式设为福安市社。越南抗法战争期间，福安省和永安省合并为永福省，福安市社相应降级为福安市镇。
1955年2月1日，重新设立福安市社。
1976年6月26日，福安市社与平川县、安朗县合并为麊泠县，县莅福安市镇。1978年至1991年期间，福安市镇随麊泠县划归河内市管辖。
2003年12月9日，麊泠县以福安市镇、春和市镇、福胜社、前洲社、南炎社、高明社、玉清社2市镇5社析置福安市社；福安市镇和福胜社析置雄王坊，福安市镇分设为徵侧坊和徵貳坊，福胜社改制为福胜坊，春和市镇改制为春和坊。
2008年4月4日，春和坊析置同春坊。
2013年1月21日，福安市社被评定为三级城市。
2018年2月7日，前洲社改制為前洲坊，南炎社改制为南炎坊；福安市社改制为福安市。
2024年11月14日，越南国会常务委员会通过决议，自2025年1月1日起，徵側坊和徵貳坊合并为二徵夫人坊。

## 行政区划
福安市下轄7坊2社，市人民委员会位于二徵夫人坊。
- 同春坊（Phường Đồng Xuân）
- 二徵夫人坊（Phường Hai Bà Trưng）
- 雄王坊（Phường Hùng Vương）
- 南炎坊（Phường Nam Viêm）
- 福胜坊（Phường Phúc Thắng）
- 前洲坊（Phường Tiền Châu）
- 春和坊（Phường Xuân Hòa）
- 高明社（Xã Cao Minh）
- 玉清社（Xã Ngọc Thanh）

## 交通
- 越南鐵路
  - 河老線：福安站